# The Last Kiss (album)
The Last Kiss is het derde soloalbum van rapper Jadakiss en de opvolger van Kiss of Death. Het album werd uitgebracht op 7 april 2009 en in de eerste week werden er al 135.000 exemplaren verkocht, waardoor The Last Kiss in de Verenigde Staten binnenkwam op nummer drie. Dit bleef uiteindelijk ook de hoogste notering voor het album.

## Tracklist
1. Pain & Torture - 3:09
2. Can't Stop Me - 3:52
3. Who's Real - 3:11
4. Grind Hard - 5:06
5. Something Else - 3:35
6. One More Step - 4:26
7. Stress Ya - 3:39
8. What If - 3:55
9. Things I've Been Through - 3:40
10. I Tried - 3:39
11. Rockin' With The Best - 3:20
12. Smoking Gun - 3:42
13. Cartel Gathering - 2:53
14. Come And Get Me - 3:07
15. By My Side - 3:29
16. Letter to B.I.G. - 3:59
17. Something Else (remix) - 5:23
18. Death Wish - 3:24